# Файерабенд, Дениз
Дениз Файерабенд (нем. Denise Feierabend; род. 14 апреля 1989, Энгельберг, Обвальден) — швейцарская горнолыжница, олимпийская чемпионка 2018 года. Выступает во всех горнолыжных дисциплинах, кроме гигантского слалома.

## Биография
Дебютировала на этапах Кубка мира 15 февраля 2008 года на этапе в Загребе, где заняла 18-е место. В 2009 году стала чемпионкой мира среди юниоров в слаломе, чемпионат мира проходил в немецком Гармиш-Партенкирхене.
Впервые попала в десятку на этапах Кубка мира в сезоне 2011—2012 годов, заняв шестое место в супер-гиганте на этапе в Санкт-Морице. На взрослом чемпионате мира 2009 года в Валь-д’Изере стала шестой в слаломе, на чемпионате мира 2011 года в Гармиш-Партенкирхене так же заняла шестое место в комбинации. На Олимпийских играх в Сочи в 2012 году стала двенадцатой в суперкомбинации.
На чемпионате мира 2017 года заняла четвертое место в комбинации и девятое в слаломе.
На Олимпийских играх 2018 года в Пхёнчане стала чемпионкой в новой олимпийской дисциплине — командной гонке.

## Результаты

### Сезоны кубка мира
| Год  | Возраст | Итоговое место | Слалом | Гигантский слалом | Супергигант | Скоростной спуск | Комбинация |
| ---- | ------- | -------------- | ------ | ----------------- | ----------- | ---------------- | ---------- |
| 2008 | 18      | 108            | 48     | —                 | —           | —                | —          |
| 2009 | 19      | 79             | 31     | —                 | —           | —                | 34         |
| 2010 | 20      | 103            | —      | —                 | —           | —                | 21         |
| 2011 | 21      | 61             | 24     | —                 | —           | —                | 23         |
| 2012 | 22      | 56             | 28     | —                 | —           | 49               | 7          |
| 2013 | 23      |                |        |                   |             |                  |            |
| 2014 | 24      | 43             | 17     | —                 | —           | —                | 10         |
| 2015 | 25      | 67             | 31     | —                 | —           | —                | 11         |
| 2016 | 26      | 50             | 28     | —                 | 35          | 33               | 8          |
| 2017 | 27      | 56             | 22     | —                 | 53          | 44               | 16         |
| 2018 | 28      | 23             | 11     | —                 | 39          | 43               | 8          |

- Данные на 4 февраля 2018

### Подитог
- 0 подиумов
- 9 попаданий в 10-ку (лучшее место 4-е в комбинации)

### На чемпионатах мира
| Год  | Возраст | Слалом | Гигантский слалом | Супергигант | Скоростной спуск | Комбинация |
| ---- | ------- | ------ | ----------------- | ----------- | ---------------- | ---------- |
| 2009 | 19      | 6      | —                 | —           | —                | —          |
| 2011 | 21      | 21     | 35                | —           | —                | 6          |
| 2013 | 23      | —      | —                 | —           | —                | —          |
| 2015 | 25      | —      | —                 | —           | —                | —          |
| 2017 | 27      | 9      | —                 | —           | —                | 4          |

### На Олимпийских играх
| Год  | Возраст | Слалом | Гигантский слалом | Супергигант | Скоростной спуск | Суперкомбинация | Команда |
| ---- | ------- | ------ | ----------------- | ----------- | ---------------- | --------------- | ------- |
| 2014 | 24      | 17     | —                 | —           | —                | 12              | н/п     |
| 2018 | 28      | 14     | —                 | —           | —                | 9               | 1       |